# 田村良太
田村 良太（たむら りょうた、1983年3月21日 - ）は日本のミュージカル俳優である。愛称はビリー。英語名の本名のウィリアム・良太・ザッキーを使用することもある。

## 略歴
東京都文京区出身。身長171センチ 体重59キロ。プエルタ・デル・ソル所属（2019年12月31日まで）。2020年1月以降はフリー。
アメリカ人の父と日本人の母のもとに生まれ、幼い頃から父の影響で、ジャズや映画などに興味を持つ。
大学在学中よりモデルとしてCMや雑誌などに出演しながら、クラシック・ギタリストに師事し、音楽全般を勉強。卒業後はヴォーカル・グループ「Share Hearts」で数々のライブを精力的に行う。
2012年 ミュージカル「レ・ミゼラブル」のオーディションを受け、マリウス役に合格。以後、ミュージカル俳優として活動を開始。
2024年8月、井上希美と結婚。

## 出演作品

### 舞台
- 「レ・ミゼラブル」（ローレンス・コナー/ジェームズ・パウエル演出版）マリウス役
  - 【2013年4-11月】帝国劇場、博多座、フェスティバルホール、中日劇場、帝国劇場（凱旋公演）
  - 【2015年4月-9月】帝国劇場、中日劇場、博多座、梅田芸術劇場メインホール、静岡市清水文化会館（マリナート）
  - 【2017年5月-10月】帝国劇場、博多座、フェスティバルホール、中日劇場
- 『プロパガンダ・コクピット』トリオ役（ミュージカル座、IMAホール、2014年1月）
- 『マリオネット』ピエール役（ミュージカル座、六行会ホール、2014年5-6月）
- ホットジェネレーション１５周年記念『Dream again』（ホットジェネレーション、目黒パーシモンホール、2014年8月）
- 『I LOVE YOU, YOU'RE PERFECT, NOW CHANGE』（Score Produce、日暮里d-倉庫、2014年10月）
- オフブロードウェイミュージカル『bare』ピーター役（Raise Stage、中野ザ・ポケット、2014年12月）
- 『TRUMP』アンジェリコ・フラ/ラファエロ・デリコ役(Nappos United、2015年11月19日-29日Zeppブルーシアター六本木、2015年12月4日-6日サンケイホールブリーゼ)
- 『BEFORE AFTER』ベン役（ミュージカル座、d-倉庫、2015年12月）
- 『VIOLET』フリック/モンティ役（ステージパートナーズ、ラゾーナ川崎プラザソル、2016年5月）
- オフブロードウェイ・ミュージカル『bare』（再演）ピーター役（2016年6月 - 7月、新宿シアターサンモール） [6]
- 『レプリカ』マナト役（one on one、2016年8月、シアターグリーン）
- 『赤毛のアン』ギルバート役（ウィングエンターテイメント、2016年8月30日-31日キンケロシアター、9月4日清水テルサ、9月10日-11日双葉ふれあい文化会館）
- 『H12』野原裕大役（hicopro、2016年9月28日-10月2日新宿村Live、10月9日長野市芸術館アクトスペース、10月13日春日市ふれあい文化センター　サンホール、10月16日インディペンデントシアター2nd）
- 『私のホストちゃん REBORN』愛哉役（2017年1月11日-22日サンシャイン劇場、1月28日-29日森ノ宮ピロティホール、2月1日-2日東海市芸術劇場大ホール）
- 『レプリカ』（再演）マナト役（one on one、2017年2月、シアター風姿花伝）
- 『魔界王子 devils and realist』the second spirit ケヴィン役（2017年11月、新宿FACE）
- 『朗読ミュージカル　カラフル』小林真役（ショウビズ、2018年2月、博品館劇場）
- 『PIGHEAD 蠅の王』柴門役（劇団ワンツーワークス、2018年3月、赤坂レッドシアター）
- 『In Touch』友達役（Black Wings Project、2018年8月17日-18日水戸芸術館ACM劇場、8月30日-9月2日シアタートラム）
- ミュージカル『深夜食堂』小寿々役（conSept/ショウビズ、2018年10月-11月、シアターサンモール）
- ブロードウェイミュージカル『HiGH FIDeLITY』ディック役（TipTap、2018年12月、すみだパークスタジオ倉）
- ミュージカルレビュー『歌会 KAKAI』（ショウビズ、2019年3月、三越劇場）
- 『プロパガンダ・コクピット』（再演）トリオ役（ミュージカル座、IMAホール、2019年4月）
- 『BACKBEAT』（シーエイティプロデュース、2019年5月25日-6月9日東京芸術劇場プレイハウス、6月12日-16日兵庫県立芸術文化センター中ホール、6月19日刈谷市総合文化センター アイリス 大ホール、6月22日・23日やまと芸術文化ホール メインホール）
- 『フリーダ・カーロ』（TipTap、2019年8月、六本木トリコロールシアター）
- 『魔法使いの嫁』（WIT STUDIO・MMJ、2019年10月、あうるすぽっと）
- リーディングワークショップ公演 音楽劇『A CIVIL WAR CHRISTMAS』(TipTap、2019年12月22-28日、すみだパークスタジオ倉)
- オフブロードウェイ・ミュージカル『bare』（再々演）ピーター役（ショウビズ、2020年1月 - 2月、草月ホール）
- ミュージカル「Play a Life」(Tiptap、2021年1月23日-25日、ヒカリエホールA)[7]
  - ミュージカル「Play a Life 10周年記念公演」（Tiptap、2025年5月18日、博品館劇場）[8]
- One on One 32nd note「無題 ―1[MONO]―」 (2021年4月14日-18日、CBGKシブゲキ!!)[9]
- ミュージカル「踊る！埼玉」(2021年5月19日-23日、戸田市文化会館大ホール) - 羽生君役(主演)[10]
- One on One 33rd note「back-to-back」 (2021年9月15日-20日、赤坂RED/THEATER)[11]
- ミュージカル「20年後のあなたに会いたくて」(Tiptap、2021年12月9日-12日、東京芸術劇場シアターウエスト)[12]
- One on One Special 1day「レプリカ」（2024年9月8日、ROCK JOINT GB） - マナト 役[13]
- ミュージカル「ヒーロー」（2025年2月6日 - 3月2日、シアタークリエ） - テッド 役[14]

### ライブ活動
- 「Fugitive Songs」（Gotta2、Live in Buddy 、2014年3月15日-16日）
- 「Off-Broadway Musical Live」（Score Produce、Live in Buddy、2014年4月26日-27日)
- 「クミコスペシャルコンサート〜Fearturing 田村良太」（山王オーディアム、2014年11月8日）
- 「田村良太 トーク＆ライヴ MC 立花裕人」（汐留BLUE MOOD、2015年2月10日）
- ネパール地震支援チャリティライブ『Love for Nepal』（レストラン パペラ、2015年5月24日)
- ミュージカルライブ『Links up!』 (2021年7月31日、南青山MANDALA)[15]